# 本庁 (横須賀市)

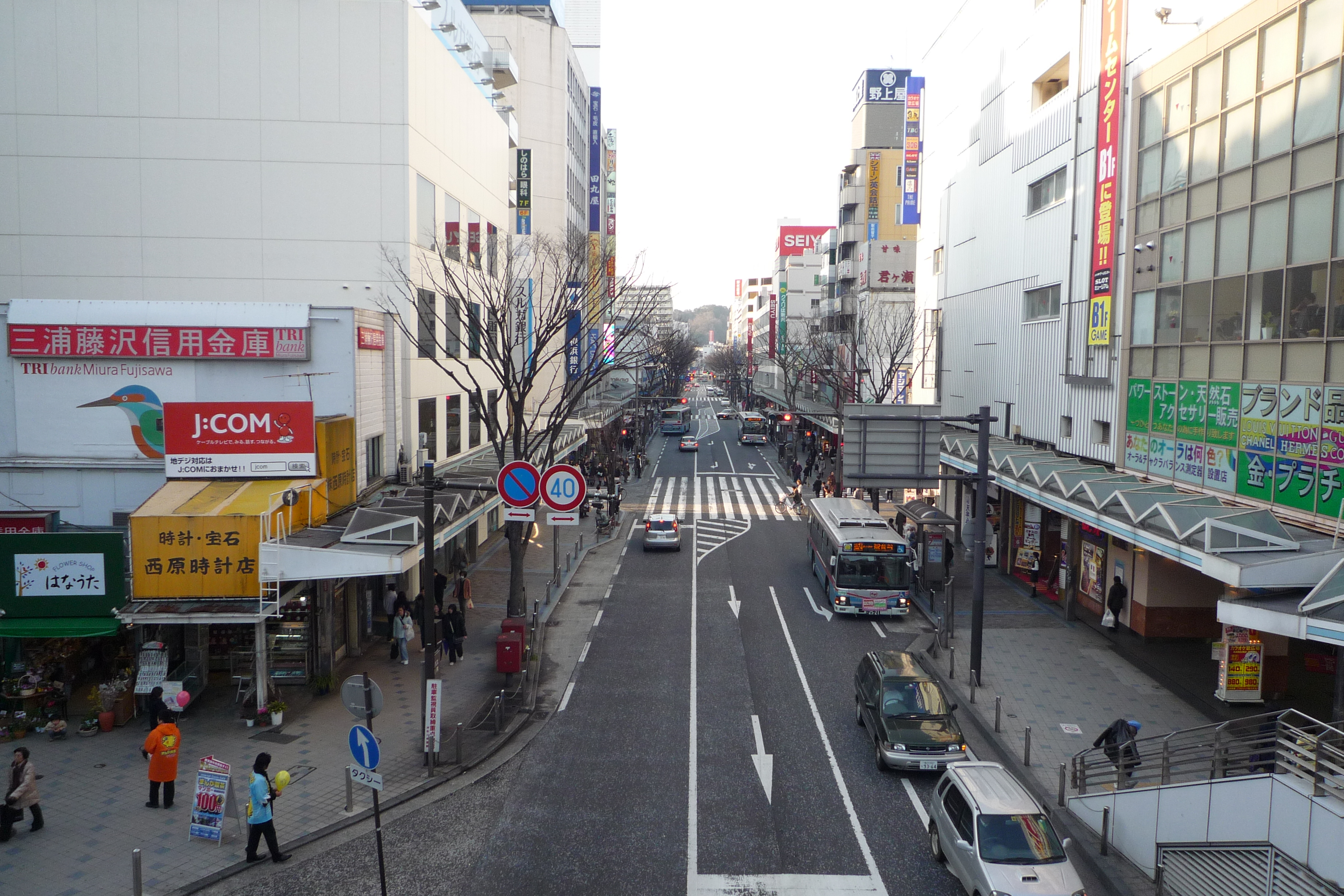
大滝町の街並み

本庁（ほんちょう）は、神奈川県横須賀市中部の行政区域。市役所直轄の地域である。人口は60,208人、面積は10.424 km2。

## 概要
所属する地域は坂本町、汐入町、本町、稲岡町、楠ケ浦町、泊町、猿島、新港町、小川町、大滝町、緑が丘、若松町、日の出町、米が浜通、平成町、安浦町、三春町、富士見町、田戸台、深田台、上町、不入斗町、鶴が丘、平和台、汐見台、望洋台、佐野町である。担当地域数は横須賀市内で一番多い。北は逸見地域、南は衣笠地域、東は大津地域に接している。
明治時代より軍都として栄え、現在も海上自衛隊横須賀地方隊と米海軍横須賀基地が置かれ、横須賀市の中心地として栄えている。近年は埋立地の開発が進み商業施設や行政施設が点在している。
一方で車の入らない谷戸の地域では人口が減り、限界集落と化している所もある。

## 面積・人口
下表は2014年10月1日時点での情報である。
|          | 面積   | 人口   | 人口密度 | 郵便番号 |
| -------- | ------ | ------ | -------- | -------- |
| 坂本町   | 0.867  | 6,424  | 6,561    | 238-0043 |
| 汐入町   | 0.842  | 5,320  | 6,318    | 238-0042 |
| 本町     | 0.114  | 1,995  | 17,500   | 238-0041 |
| 稲岡町   | 0.246  | 14     | 57       | 238-0003 |
| 楠ヶ浦町 | 0.811  |        |          | 238-0002 |
| 泊町     | 1.606  | 487    | 303      | 238-0001 |
| 猿島     | 0.062  |        |          | 238-0019 |
| 新港町   | 0.161  |        |          | 238-0005 |
| 小川町   | 0.141  | 1,699  | 12,050   | 238-0004 |
| 大滝町   | 0.082  | 559    | 6,817    | 238-0008 |
| 緑が丘   | 0.087  | 215    | 2,471    | 238-0018 |
| 若松町   | 0.146  | 604    | 4,137    | 238-0007 |
| 日の出町 | 0.226  | 3,505  | 15,509   | 238-0006 |
| 米が浜通 | 0.139  | 1,756  | 12,633   | 238-0011 |
| 平成町   | 0.530  | 3,276  | 6,181    | 238-0013 |
| 安浦町   | 0.319  | 5,469  | 17,144   | 238-0012 |
| 三春町   | 1.065  | 9,072  | 9,062    | 238-0014 |
| 富士見町 | 0.501  | 3,841  | 7,667    | 238-0021 |
| 田戸台   | 0.170  | 1,273  | 7,488    | 238-0015 |
| 深田台   | 0.195  | 1,754  | 8,995    | 238-0016 |
| 上町     | 0.593  | 5,696  | 9,605    | 238-0017 |
| 不入斗町 | 0.476  | 2,726  | 5,727    | 238-0051 |
| 鶴が丘   | 0.151  | 1,592  | 10,543   | 238-0056 |
| 平和台   | 0.026  | 505    | 19,423   | 238-0055 |
| 汐見台   | 0.157  | 2,141  | 13,637   | 238-0054 |
| 望洋台   | 0.093  | 1,015  | 10,914   | 238-0053 |
| 佐野町   | 0.608  | 4,808  | 7,908    | 238-0052 |
| 計       | 10.414 | 65,746 |          |          |

注釈
1. ↑  単位はkm2 住民基本台帳登載人口 (b) 町丁目別人口 - 横須賀市
2. ↑  単位は人
3. ↑  単位は人/km2

## 主な施設

### 交通
- 京急本線
  - 汐入駅 - 堀ノ内駅
- 京急久里浜線
  - 堀ノ内駅
- JR横須賀線
  - 横須賀駅
- 国道16号
- 国道134号
- 神奈川県道25号横須賀停車場線
- 神奈川県道26号横須賀三崎線
- 神奈川県道28号本町山中線
- 京浜急行バス堀内営業所

### 行政施設
- 横須賀市役所
- 神奈川県横須賀合同庁舎
- 横浜地方裁判所横須賀支部
- 横浜家庭裁判所横須賀支部
- 横須賀簡易裁判所
- 横浜地方検察庁横須賀支部
- 横浜地方法務局横須賀支局
- 横須賀税務署
- 神奈川県横須賀警察署
- 横須賀市消防局

### 病院
- 横須賀共済病院
- 聖ヨゼフ病院
- 横須賀市立うわまち病院
- 横須賀市救急医療センター

### 教育施設
- 神奈川歯科大学
- 神奈川県立保健福祉大学
- 神奈川歯科大学短期大学部
- 横須賀市立看護専門学校
- 神奈川衛生学園専門学校
- 横須賀学院小学校・中学校・高等学校
- 緑ヶ丘女子中学校・高等学校
- 横須賀市立常葉中学校
- 横須賀市立坂本中学校
- 横須賀市立不入斗中学校
- 横須賀市立汐入小学校
- 横須賀市立桜小学校
- 横須賀市立諏訪小学校
- 横須賀市立豊島小学校
- 横須賀市立鶴久保小学校
- 横須賀市立田戸小学校
- 横須賀市立山崎小学校

### 観光・商業・文化施設
- ヴェルニー公園
- 三笠公園
- 横須賀中央公園
- 市役所前公園
- うみかぜ公園
- 横須賀市立海辺つり公園
- どぶ板通り
- 三笠ビル商店街
- コースカベイサイドストアーズ（旧称：ショッパーズプラザ横須賀）
- 横須賀モアーズシティ
- さいか屋横須賀店
- 横須賀プライム（元緑屋 → 元WALK、2024年2月29日閉館[3]）
- ホームズ横須賀店
- コジマ 横須賀店
- LIVINよこすか店
- よこすかポートマーケット
- 小松
- 横須賀芸術劇場
- メルキュールホテル横須賀
- ホテルハーバー横須賀
- 横須賀市自然・人文博物館
- 横須賀市文化会館
- 横須賀市立中央図書館
- 横須賀市児童図書館
- 横須賀青果市場

### 郵便局
- 横須賀郵便局
  - ゆうちょ銀行横須賀店
- 横須賀汐入郵便局
- 横須賀米が浜通郵便局
- 横須賀上町北郵便局
- 横須賀安浦郵便局
- 横須賀三春西郵便局
- 横須賀上町郵便局
- 横須賀佐野町郵便局
- 横須賀三春郵便局
- 横須賀鶴が丘郵便局
- 横須賀佐野南郵便局
- 横須賀坂本郵便局
- 横須賀不入斗郵便局

### 金融機関
- みずほ銀行横須賀支店
- 三菱UFJ銀行横須賀支店
- りそな銀行横須賀支店
- 横浜銀行横須賀支店
- スルガ銀行横須賀支店
- 三井住友信託銀行横須賀支店
- 神奈川銀行横須賀支店
- かながわ信用金庫
  - 本店営業部
  - 安浦支店
- 湘南信用金庫
  - 本店営業部
  - 堀ノ内支店
- 横浜幸銀信用組合横須賀支店
- 中央労働金庫横須賀支店

### 自衛隊・米軍施設
- 海上自衛隊横須賀地方総監部
- 横須賀海軍施設

### その他
- 横須賀エフエム放送
- 日本基督教団横須賀上町教会
- 法照寺 (横須賀市)
- カトリック横須賀三笠教会
- 在日大韓基督教会
- 諏訪神社（旧県社）